# Amir Kazempour
Amir Kazempour (né le 23 avril 1983) est un archer iranien. Il est sacré champion du monde de tir à l'arc en 2015 dans l'épreuve par équipe de l'arc à poulie.

## Biographie
Les premières compétitions internationales de Amir Kazempour ont lieu en 2010. Son premier titre mondial est en 2015, alors qu'il remporte l'or à l'épreuve par équipe homme de l'arc à poulie.

## Palmarès
- Championnats du monde[1]
  -  Médaille d'or à l'épreuve par équipe homme aux championnats du monde 2015 à Copenhague (avec Esmaeil Ebadi et Majid Gheidi).

- Coupe du monde[1]
  -  Médaille de bronze à l'épreuve par équipe homme à la coupe du monde 2011 de Porec.
  -  Médaille d'argent à l'individuel homme à la coupe du monde 2011 de Antalya.
  -  Médaille de bronze à l'épreuve par équipe homme à la coupe du monde 2011 de Ogden.

- Championnats d'Asie[1]
  -  Médaille d'argent à l'épreuve par équipe homme aux championnats du monde 2009 à Denpasar.
  -  Médaille d'or à l'épreuve par équipe homme aux championnats d'Asie 2011.
  -  Médaille de bronze à l'épreuve par équipe homme aux championnats d'Asie 2013.
  -  Médaille d'argent à l'épreuve par équipe mixte aux championnats d'Asie 2013.